# Есперансита, Карлос Аријел Осорио Паломарес (Кахеме)
Есперансита, Карлос Аријел Осорио Паломарес (шп. Esperancita, Carlos Ariel Osorio Palomares) насеље је у Мексику у савезној држави Сонора у општини Кахеме. Насеље се налази на надморској висини од 24 м.

## Становништво
Према подацима из 2010. године у насељу је живело 6 становника.

### Хронологија
| Година       | 2005        | 2010 |
| ------------ | ----------- | ---- |
| Становништво | 18 (10 / 8) | 6    |

### Попис
| # | Индикатор                     | Вредност |
| - | ----------------------------- | -------- |
| 1 | Укупно домаћинстава           | 1        |
| 2 | Укупно насељених домаћинстава | 1        |
| 3 | Величина локације             | 1        |